# Князь Михайло Петрович
Михайло Петрович Князь (6 серпня 1928, село Боршевичі, тепер Самбірського району Львівської області — після 2000, місто Дрогобич) — український радянський діяч, новатор виробництва, токар Дрогобицького долотного заводу Львівської області. Депутат Верховної Ради УРСР 6—7-го скликань (у 1966—1971 роках).

## Біографія
Народився в родині селянина-бідняка. Батько працював головою колгоспу, був вбитий українськими повстанцями.
Закінчив школу фабрично-заводського учнівства.
З 1948 року — токар-швидкісник Дрогобицького механічного (машинобудівного, а з 1966 — долотного) заводу. Перевиконував виробничі норми (у 1966 році виконав свою семирічну виробничу програму за три роки), був кращим наставником молоді долотного заводу. Раціоналізатор і новатор виробництва.
Член КПРС. Обирався членом партійного бюро і заводського комітету профспілки Дрогобицького долотного заводу, депутатом Дрогобицької міської ради та членом Львівського обласного комітету КПУ.
Потім — на пенсії в місті Дрогобичі Львівської області.

## Нагороди
- орден Леніна (25.06.1966)
- ордени
- медалі
- почесний громадянин міста Дрогобича (24.02.1967)